# Colletes slevini
Colletes slevini är en biart som beskrevs av Cockerell 1925. Colletes slevini ingår i släktet sidenbin, och familjen korttungebin. Inga underarter finns listade i Catalogue of Life.